# Edi Ziegler
Edwin "Edi" Ziegler (Schweinfurt, 25 de fevereiro de 1930 — 19 de março de 2020) foi um ciclista de estrada alemão.
Nos Jogos Olímpicos de Verão de 1952 em Helsinque, na Finlândia, Ziegler conquistou a medalha de bronze na prova de estrada individual, atrás de dois belgas: André Noyelle (ouro) e Robert Grondelaers (prata). Tornou-se profissional em 1957 e competiu até o ano de 1959.
Morreu no dia 19 de março de 2020, aos 90 anos.